# Польша на «Детском Евровидении — 2004»
Польша участвовала в «Детском Евровидении — 2004», проходившем в Лиллехаммере, Норвегия, 20 ноября 2004 года. На конкурсе страну представила группа KWADro с песней «Łap życie», выступившая восьмой. Они заняли последнее (восемнадцатое) место, набрав 3 балла. Это было последнее участие Польши до 2016 года: в 2005 году вещатель отказался от участия из-за отсутствия интереса и плохих результатов.

## Национальный отбор
Национальный отбор прошёл 19 сентября 2004 года, но транслировался 26 сентября 2004 года. Ведущими отбора были Михал Ющакевич и Зузанна Мадейска. Победителя выбрало профессиональное жюри.
| Eurowizja dla Dzieci 2004 — 19 сентября 2004 | Eurowizja dla Dzieci 2004 — 19 сентября 2004 | Eurowizja dla Dzieci 2004 — 19 сентября 2004 |
| №                                            | Артист                                       | Песня                                        |
| -------------------------------------------- | -------------------------------------------- | -------------------------------------------- |
| 01                                           | Моника Бакаларска                            | «Mur»                                        |
| 02                                           | FART                                         | «Spiewaj»                                    |
| 03                                           | Наталья Герне                                | «Marzenia»                                   |
| 04                                           | GRAFFITI                                     | «Dogonic marzenia»                           |
| 05                                           | Доминика Гузек и Каспер Зборовски            | «Czary»                                      |
| 06                                           | Юлия Копчик                                  | «Jestem jaka jestem»                         |
| 07                                           | Агата Корвин                                 | «Swoje zdanie»                               |
| 08                                           | Патриция Ковальская                          | «Wyobraznia»                                 |
| 09                                           | KWADro                                       | «Łap życie»                                  |
| 10                                           | Павел Пьетшик                                | «Rockendrolowe sny»                          |
| 11                                           | Агата Стодольна                              | «To samo»                                    |
| 12                                           | Адрианна Венклевска                          | «Chce pamietac»                              |

## На «Детском Евровидении»
Финал конкурса транслировал телеканал TVP1, комментатором которого был Артур Ожех, а результаты голосования от Польши объявляла Ядвига Яскульски. KWADro выступили под восьмым номером после Северной Македонии и перед Кипром, и заняли последнее место, набрав 3 балла.

## Голосование[7]
| Баллы     | Страна     |
| --------- | ---------- |
| 12 баллов |            |
| 10 баллов |            |
| 8 баллов  |            |
| 7 баллов  |            |
| 6 баллов  |            |
| 5 баллов  |            |
| 4 балла   |            |
| 3 балла   |            |
| 2 балла   | Франция    |
| 1 балл    | Белоруссия |

| Баллы     | Страна             |
| --------- | ------------------ |
| 12 баллов | Испания            |
| 10 баллов | Великобритания     |
| 8 баллов  | Дания              |
| 7 баллов  | Хорватия           |
| 6 баллов  | Румыния            |
| 5 баллов  | Северная Македония |
| 4 балла   | Франция            |
| 3 балла   | Белоруссия         |
| 2 балла   | Бельгия            |
| 1 балл    | Латвия             |